# 松島中央公園
松島中央公園（韓語：송도중앙공원 / 松島中央公園）是一座位於大韓民國仁川廣域市松島國際都市的大型公共公園，其概念來自於紐約中央公園。中央公園面積達101英畝，佔有松島國際都市約10%的面積。市民可搭乘24小時的水上計程車前往公園。除此之外，中央公園也提供藝術展示公共空間。